# Talčji Vrh
Talčji Vrh – wieś w Słowenii, w gminie Črnomelj. W 2018 roku liczyła 33 mieszkańców.